# Gare de Kawaguchi
La gare de Kawaguchi (川口駅, Kawaguchi-eki) est une gare ferroviaire japonaise située à Kawaguchi dans la préfecture de Saitama. Elle est gérée par la East Japan Railway Company (JR East).

## Situation ferroviaire
La gare de Kawaguchi est située au point kilométrique (PK) 14,5 de la ligne Keihin-Tōhoku. De plus, elle se trouve à 14.5 kilomètres de Ōmiya et 15.8 kilomètres de Tokyo. 

## Histoire
La gare a été inaugurée le 10 septembre 1910.
En 2013, la station accueillait une moyenne de 80 410 voyageurs quotidiennement, ceci permettant à la station d'être la 55e station fréquentée opérée par East Japan Railway Company.

## Service des voyageurs

### Accès et accueil
La gare dispose d'un bâtiment voyageurs, avec guichet, ouvert tous les jours.

### Desserte
- Ligne Keihin-Tōhoku :
  - voie 1 : direction Tokyo, Yokohama et Ōfuna
  - voie 2 : direction Urawa et Ōmiya